# Kliny (Nowy Franciszków)
Kliny – część wsi Nowy Franciszków w Polsce, położona w województwie lubelskim, w powiecie opolskim, w gminie Opole Lubelskie.
W latach 1975–1998 Kliny położone były w województwie lubelskim.